# Вжосувка (Мазовецьке воєводство)
Вжосувка (пол. Wrzosówka) — село в Польщі, у гміні Чоснув Новодворського повіту Мазовецького воєводства.
Населення — 140 осіб (2011).
У 1975-1998 роках село належало до Варшавського воєводства.

## Демографія
Демографічна структура станом на 31 березня 2011 року:
|          | Загалом | Допрацездатний вік | Працездатний вік | Постпрацездатний вік |
| -------- | ------- | ------------------ | ---------------- | -------------------- |
| Чоловіки | 70      | 18                 | 49               | 3                    |
| Жінки    | 70      | 8                  | 50               | 12                   |
| Разом    | 140     | 26                 | 99               | 15                   |